# Kinyongia vanheygeni
Espèce
Statut de conservation UICN

 LC  : Préoccupation mineure
Statut CITES
Kinyongia vanheygeni est une espèce de sauriens de la famille des Chamaeleonidae.

## Répartition
Cette espèce est endémique de Tanzanie. Elle se rencontre dans les monts Poroto.

## Étymologie
Cette espèce est nommée en l'honneur d'Emmanuel van Heygen.

## Publication originale
- Nečas, 2009 : Ein neues Chamäleon der Gattung Kinyongia Tilbury, Tolley & Branch 2006 aus den Poroto-Bergen, Süd-Tansania (Reptilia: Sauria: Chamaeleonidae). Sauria, vol. 31, n. 2, p. 41-48.